# Albert Wittelsbach
Albrecht Wittelsbach Albrecht VI., der Leuchtenberger, Landgraf von Bayern-Leuchtenberg (ur. 26 lutego 1584w Monachium, zm. 5 lipca 1666 tamże) – książę bawarski.

## Życiorys
Syn księcia Bawarii Wilhelma V i Renaty Lotaryńskiej. Jego dziadkami byli: Albrecht V Wittelsbach i Anna Habsburg oraz Franciszek I Lotaryński i Krystyna Oldenburg, księżniczka duńska.
26 lutego 1612 roku poślubił księżniczkę Matyldę Leuchtenberg (1588-1634), córkę Jerzego Ludwika, landgrafa Leuchtenberg i Marii, księżniczki badeńskiej. Para miała piątkę dzieci:
- Maria Renata (1616-1630)
- Karol Jan (1618-1640)
- Ferdynand Wilhelm (1620-1629)
- Maksymilian Henryk (1621-1688) – elektor i arcybiskup Kolonii
- Albert Zygmunt (1623-1685) – biskup Ratyzbony i Freising